# Las Vegas Wranglers
Las Vegas Wranglers – amerykański klub hokejowy z siedzibą w Las Vegas. Grająca w East Coast Hockey League w dywizji Pacyfiku, konferencji narodowej. Założony w 2003 roku jako następca drużyny Las Vegas Thunder, rozwiązany w 2014.

## Historia
Kowboje w latach 2003-2009 byli filią drużyny NHL - Calgary Flames. Od sezonu 2009/2010 zespół został filią drużyny Phoenix Coyotes (NHL) oraz San Antonio Rampage (AHL). W zespole mecze rozgrywali zawodnicy, którzy później grali w National Hockey League: Brent Krahn, Adam Pardy, Dany Sabourin, Tyson Strachan, Tyler Sloan. Drużyna swoje mecze rozgrywała z zachodniej części miasta Las Vegas w mogącej pomieścić 9 500 osób hali Orleans Arena.

## Osiągnięcia
Największymi osiągnięciami zespołu jest zdobycie Bruce Taylor Trophy, czyli mistrzostwa konferencji w sezonie 2007/2008. Dało to awans drużyny do finału ligi - Kelly Cup w którym przegrali z Cincinnati Cyclones. Wyczyn ten powtórzyli w sezonie 2011/2012, przegrywając w decydującej rozgrywce z Florida Everblades.
- Mistrzostwo dywizji ECHL: 2007, 2008
- Mistrzostwo konferencji ECHL: 2008, 2012
- Mistrzostwo w sezonie regularnym ECHL: 2007
- Finał ECHL o Kelly Cup: 2008, 2012

## Sezony
Legenda: M = Mecze, W = Wygrane, P = Przegrane, PpD = Przegrane po dogrywce lub karnych, Pkt = Punkty, GZ = Gole zdobyte, GS = Gole Stracone, PIM = Minuty kary, Dywizja = Miejsce w Dywizji, Play-Off
| Sezon   | M  | W  | P  | PpD | Pkt | GZ  | GS  | PIM  | Dywizja             | Playoff                                         |
| 2003–04 | 72 | 43 | 22 | 7   | 108 | 240 | 177 | 1605 | 2. miejsce, Pacific | Porażka w półfinale dywizji, 2-3 (Idaho)        |
| 2004–05 | 72 | 31 | 33 | 8   | 70  | 201 | 199 | 1666 | 7. miejsce, West    | Nie zakwalifikowali się                         |
| 2005–06 | 72 | 53 | 13 | 6   | 112 | 267 | 176 | 1513 | 2. miejsce, West    | Porażka w finale dywizji, 2-4 (Alaska)          |
| 2006–07 | 72 | 46 | 12 | 14  | 106 | 231 | 187 | 1374 | 1. miejsce, Pacific | Porażka w półfinale konferecnji, 2-4 (Idaho)    |
| 2007–08 | 72 | 47 | 13 | 12  | 106 | 244 | 179 | 1440 | 1. miejsce, Pacific | Porażka w Kelly Cup, 2-4 (Cincinnati)           |
| 2008–09 | 73 | 34 | 31 | 6   | 76  | 208 | 195 | 1622 | 2. miejsce, Pacific | Porażka w finale dywizji, 0-4 (Alaska)          |
| 2009–10 | 72 | 34 | 30 | 8   | 76  | 234 | 257 | 1421 | 2. miejsce, Pacific | Porażka w ćwierćfinale konferencji, 2–3 (Utah)  |
| 2010–11 | 72 | 38 | 29 | 5   | 81  | 216 | 203 | 1006 | 3. miejsce, Pacific | Porażka w ćwierćfinale konferencji, 2–3 (Idaho) |
| 2011–12 | 72 | 42 | 22 | 8   | 92  | 235 | 198 | 840  | 2. miejsce, Pacific | Porażka w Kelly Cup, 1-4 (Florida)              |